# Tekovský Hrádok
Tekovský Hrádok é um município da Eslováquia, situado no distrito de Levice, na região de Nitra. Tem 7,32 km² de área e sua população em 2018 foi estimada em 353 habitantes.

## Demografia
| Ano:        | 1994 | 2004   | 2014   | 2024   |
| ----------- | ---- | ------ | ------ | ------ |
| Broj ljudi: | 307  | 327    | 355    | 370    |
| Razlika:    |      | +6,51% | +8,56% | +4,22% |

| Ano:               | 2023 | 2024   |
| ------------------ | ---- | ------ |
| Número de pessoas: | 371  | 370    |
| Diferença:         |      | -0,26% |